# Нощта на живите мъртви (филм, 1968)
„Нощта на живите мъртви“ (на английски: Night of the Living Dead) е американски филм на ужасите от 1968 г. Класически филм за жанра си, превръща се във вдъхновение за много филми със зомбита. През 1999 г. е включен в Националният филмов регистър на САЩ.
През 1990 г. е направен римейк.

## Сюжет
Внимание:  Текстът по-долу разкрива сюжета на произведението (или части от него)!
Седмина непознати са затворени във ферма от събудили се зомбита, вследствие на космически радиоактивни материали.

## Актьорски състав
- Дуейн Джоунс – Бен
- Джудит О'Дий – Барбара
- Карл Хардмън – Хари Купър
- Мерилин Ийстмън – Елън Купър
- Кейт Уейн – Том